# Ophiotholia montana
Ophiotholia montana is een slangster uit de familie Ophiacanthidae.
De wetenschappelijke naam van de soort werd in 1981 gepubliceerd door Nina M. Litvinova.